# Blanqueta de la taperera
La blanqueta de la taperera (Colotis evagore) és una espècie de lepidòpter papilionoïdeu de la família dels pièrids (Pieridae) present als Països Catalans.
Es troba les parts seques de l'Àfrica tropical, Àfrica del nord, sud d'Espanya, i sud-oest d'Aràbia.
Fa 28-35 mm d'envergadura alar en els mascles i 28-38 mm en les femelles. Els adults volen de febrer a agost, depenent de la seva àrea d'ubicació.
La larva s'alimenta d'espècies de Maerua, Capparis i Cadaba.

## Subespècies
Les següents subespècies són reconegudes:
- Colotis evagore evagore Klug, 1829 (Aràbia Saudita, Iemen)
- Colotis evagore nouna Lucas, 1849 (Espanya, nord-oest d'Àfrica)
- Colotis evagore antigone Boisduval, 1836 (Àfrica subsahariana, incloent Senegal, Gàmbia, Guinea, Mali, Burkina Faso, Ghana, Togo, Benín, Nigèria, Níger, Kenya, Zàmbia, Namíbia, Botswana, Zimbàbue, Moçambic, Sud-àfrica, Eswatini)
- Colotis evagore niveus Butler, 1881 (Socotra)

## Galeria

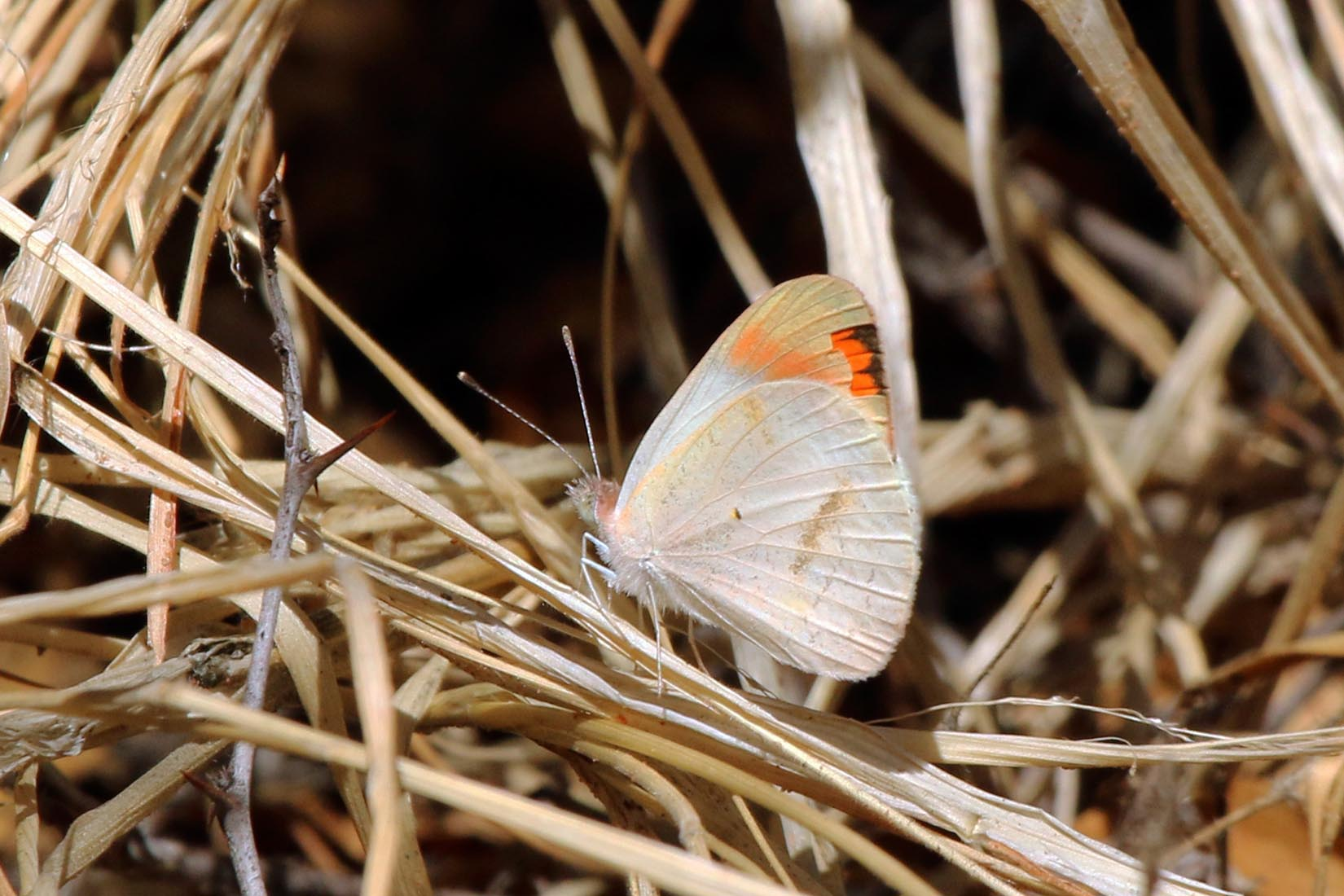